# Marina Daufí i Segura
Marina Daufí i Segura (Tortosa, Baix Ebre, ca. 1900 - Manlleu, Osona, 23 d'abril de 1976), fou una mestra de la Segona República i redactora del diari El Pueblo de Tortosa.
La seva tasca com a docent comença l'1 de desembre del 1931 amb l’atorgament de la plaça de mestra al poble de Jesús. Posteriorment, el 28 de maig de 1933 aconsegueix la plaça de mestra nacional a Aldover. Finalment, el 6 de març del 1937 va ser nomenada directora provisional de les escoles de Roquetes, i fins que les tropes nacionals van ocupar tot el marge dret de l’Ebre.
Per altra banda, en l'àmbit periodístic, la seua etapa com a articulista comença a principis del 1932. Així, l’1 de març del 1932 publica el seu primer article ‘Leonor Serrano’, amb l’avantítol ‘Mujeres de la República’. La seua activitat periodística es va allargar fins al 7 de març del 1938, quan va publicar el seu últim article en l’últim exemplar d’El Poble, ja amb la capçalera catalanitzada.
L'any 1939, i després de l'afusellament del seu marit Joan Curto i Pla, marxà de Tortosa amb les seues dues xiquetes menudes, una germana i el seu pare ancià —el músic Manuel Daufí i Jordan, director de la Lira Dertosense—, i van amagar-se a la colònia tèxtil de Còdol-Dret, a les Masies de Roda de Ter. Allà, Daufí exercí de mestra a l’escola de la colònia fins al 3 de gener del 1963, quan la colònia tèxtil va quedar inundada per les aigües del pantà de Sau. Això va portar-la fins a Manlleu, on féu de mestra a l’acadèmia Casals, fins que va morir el 23 d’abril del 1976.
Es va casar amb Joan Curto i Pla l’1 de setembre del 1934.